# 행정기관
행정 기관(行政 機關, executive)이란 행정주체가 현실적으로 행정작용을 수행하기 위하여 두는 기관을 말하는 행정법상 개념이다. 행정기관의 행위의 법적 효과는 행정주체에 귀속된다.

## 공무원과 구분
행정기관은 그를 구성하는 자연인인 공무원과 구별된다. 공무원은 독립적인 법주체로서 행정주체에 대하여 일정한 권리의무관계에 있다. 이에 비하여 행정기관은 독립적인 법주체가 아니고 행정주체의 기관으로서 그 사무를 담당하는 것으로 다만 일정한 범위의 행정권한을 갖고 있는데 그친다.

## 종류
1. 행정청: 행정주체를 위하여 그의 의사를 결정하고 이를 외부에 표시할 수 있는 권한을 가진 행정기관이다.
2. 보조기관: 행정청에 소속되어 행정주체의 의사를 결정, 표시하는 행정청의 권한행사를 보호함을 임무로 하는 행정기관이다.
3. 보좌기관: 행정청 또는 그 보조기관을 보좌하는 행정기관을 말한다.
4. 자문기관: 행정청의 자문에 응하여 또는 스스로 행정청의 권한행사에 대하여 의견을 제시함을 주된 임무로 하는 행정기관이다.
5. 의결기관: 행정주체 내부에서 행정에 관한 의사를 결정할 수 있는 권한만을 가지고 이를 외부적으로 표시할 수 있는 권한은 없는 합의제행정기관을 말한다.
6. 집행기관: 행정청의 명을 받아 실력으로 이를 집행하는 기관을 말한다.

## 대한민국의 행정기관
대한민국 행정기관의 조직과 정원에 관한 통칙에서는 대한민국의 행정기관의 종류를 다음과 같이 정의하고 있다.
1. 중앙행정기관: 국가의 행정사무를 담당하기 위하여 설치된 행정기관으로서 그 관할권의 범위가 전국에 미치는 행정기관을 말한다. 다만, 그 관할권의 범위가 전국에 미치더라도 다른 행정기관에 부속하여 이를 지원하는 행정기관은 제외한다.
2. 특별지방행정기관: 특정한 중앙행정기관에 소속되어, 당해 관할구역내에서 시행되는 소속 중앙행정기관의 권한에 속하는 행정사무를 관장하는 국가의 지방행정기관을 말한다.
3. 부속기관: 행정권의 직접적인 행사를 임무로 하는 기관에 부속하여 그 기관을 지원하는 행정기관을 말한다.
4. 자문기관: 부속기관중 행정기관의 자문에 응하여 행정기관에 전문적인 의견을 제공하거나, 자문을 구하는 사항에 관하여 심의·조정·협의하는 등 행정기관의 의사결정에 도움을 주는 행정기관을 말한다.
5. 소속기관: 중앙행정기관에 소속된 기관으로서, 특별지방행정기관과 부속기관을 말한다.
6. 보조기관: 행정기관의 의사 또는 판단의 결정이나 표시를 보조함으로써 행정기관의 목적달성에 공헌하는 기관을 말한다.
7. 보좌기관: 행정기관이 그 기능을 원활하게 수행할 수 있도록 그 기관장이나 보조기관을 보좌함으로써 행정기관의 목적달성에 공헌하는 기관을 말한다.
8. 하부조직: 행정기관의 보조기관과 보좌기관을 말한다.

## 같이 보기
- 헌법
- 이두정치